# Arturo López
Arturo López – piłkarz boliwijski, bramkarz.
Wziął udział w turnieju Copa América 1959, gdzie Boliwia zajęła ostatnie, siódme miejsce. López zagrał we wszystkich sześciu meczach – z Urugwajem (w trakcie meczu zastąpił w bramce Óscara Soliza), Argentyną (stracił 2 bramki), Paragwajem (stracił 5 bramek), Brazylią (stracił 4 bramki), Chile (stracił 5 bramek) i Peru.
Latem 1961 roku wziął udział w eliminacjach do finałów mistrzostw świata w 1962 roku. López zagrał tylko w jednym meczu z Urugwajem, tracąc jedną bramkę.
Jako piłkarz Chaco Petrolero La Paz wziął udział w turnieju Copa América 1963, gdzie Boliwia zdobyła tytuł mistrza Ameryki Południowej. López zagrał we wszystkich sześciu meczach – z Ekwadorem (stracił 4 bramki), Kolumbią (stracił 1 bramkę), Peru (stracił 2 bramki), Paragwajem (nie stracił żadnej bramki), Argentyną (stracił 2 bramki) i Brazylią (stracił 4 bramki).
W 1965 roku wziął udział w eliminacjach do finałów mistrzostw świata w 1966 roku. López zagrał w dwóch wyjazdowych meczach – z Argentyną (stracił 4 bramki) i Paragwajem (stracił 2 bramki).